# NGC 5405
NGC 5405 ist eine Spiralgalaxie vom Hubble-Typ SABc im Sternbild Bärenhüter. Sie ist rund 308 Millionen Lichtjahre von der Milchstraße entfernt.
Das Objekt wurde am 3. März 1883 von Ernst Hartwig entdeckt.